# كلهم أولادي (فلم)
كلهم أولادي، فيلم مصري أُصدر في عام 1962 من إخراج أحمد ضياء الدين.

## القصة
أب له ثلاثة أبناء؛ (سالم) ضابط شرطة، (أمين) محامي و (مدحت) يأمل أن يكون مهندسًا لكنه لم ينجح في الدراسة، يذهبون إلى القاهرة في بداية العام الدراسى بعد قضاء الإجازة في مزرعة أبيهم ومعهم الأم وابنة العمة (كريمة)، الأب بالغ القسوة على الأبناء وفي المدينة ينشغل كل من (أمين) و (سالم) بأعمالهما، أما (مدحت) فإنه يفشل في الدراسة ويعيش حياة عابثة، وتتوالى الاحداث.

## بطولة
- صلاح ذو الفقار: الضابط «سالم»
- شكري سرحان: المحامي «أمين»
- حسن يوسف: طالب هندسة ولص الدراجات «مدحت»
- زيزي البدراوي: «كريمة» بنت عم الأولاد وزوجة أمين
- أمينة رزق: أم الأولاد
- توفيق الدقن: زعيم عصابة سرقة السيارات والدراجات
- عبد الخالق صالح: الأب
- ميمي جمال
- بليغ حبشي
- إسكندر منسي
- عبد المنعم إسماعيل

## روابط خارجية
- صفحة الفيلم علي موقع فيلفان
- كلهم أولادي علي IMDb  في قاعدة بيانات الأفلام على الإنترنت (بالإنجليزية)